# أوليس ديالو
أوليس ديالو (بالفرنسية: Ulysse Diallo)‏ هو لاعب كرة قدم مالي وكونغولي في مركز الهجوم، ولد في 26 أكتوبر 1992 في باماكو في مالي. لعب مع أكاديميكا كويمبرا وشباب الساحل ونادي أروكا ونادي فيرينتسفاروشي ونادي ماريتيمو.

## وصلات خارجية
- أوليس ديالو على موقع الاتحاد الأوربي (الإنجليزية)
- أوليس ديالو على موقع قاعدة بيانات كرة القدم.إي يو (الإنجليزية)
- أوليس ديالو على موقع Soccerway.com (الإنجليزية)
- أوليس ديالو على موقع AS.com (الإسبانية)